# Helga Gallas
Helga Gallas (geboren 6. Mai 1940 in Altenburg) ist eine deutsche Germanistin, Publizistin und Literaturwissenschaftlerin.

## Leben
Helga Gallas – Tochter des Ingenieurs Otto Gallas und seiner Ehefrau Frieda Gallas – besuchte von 1946 bis 1958 die Grundschule und das Gymnasium in Halle (Saale). Im Mai 1958 legte sie die Reifeprüfung ab. Sie studierte Germanistik, Publizistik und Politologie an der Universität Tübingen sowie an der Freien Universität Berlin. An der Philosophischen Fakultät der FU Berlin wurde Helga Gallas 1969 mit der Dissertation Die Linkskurve (1929-32). Ausarbeitung einer proletarisch-revolutionären Literaturtheorie in Deutschland promoviert. Die Arbeit betreuten Fritz Eberhard (Referent) und Eckehard Catholy (Korreferent). Vor ihrer Promotion absolvierte Gallas mehrere Studienaufenthalte in Paris.
Von Oktober 1965 (Einzelnummer 44) bis August 1974 (Einzelnummer 97) war Gallas ein Redaktionsmitglied der Zeitschrift Alternative. Zugleich leistete sie Gewerkschaftsarbeit von 1965 bis 1966.
Von 1971 bis 1974 arbeitete Gallas als Assistentin am Literaturwissenschaftlichen Seminar der Universität Hamburg. Vom 1. November 1974 bis zu ihrer Emeritierung am 31. Juli 2005 lehrte sie an der Universität Bremen Deutsche Literaturwissenschaft mit dem Schwerpunkt Literaturtheorie und Interpretationsmethoden am Fachbereich 10 Sprach- und Literaturwissenschaften. Von 1993 bis 1995 war Gallas als Konrektorin für die Strukturreform tätig.

## Schwerpunkte
Schwerpunkte setzte Helga Gallas in die Erforschung des Bundes proletarisch-revolutionärer Schriftsteller und der Kontroversen um den Realismus in der Zeitschrift Die Linkskurve. Mit der Herausgabe des Buches Strukturalismus als interpretatives Verfahren im Jahr 1972 votierte Gallas für eine Verwertbarkeit des Strukturalismus im Rahmen einer marxistischen Analyse. Seit den 1990er Jahren erklärte sie die Genderforschung im Bereich der Literaturwissenschaft zu ihrem Schwerpunkt.

## Zitat
„Einen weiteren Hauptpunkt der westdeutschen Rezeption (von Georg Lukács) bildet die sogenannte Realismus- bzw. Expressionismusdebatte. Hier hat die Zeitschrift "alternative" große Verdienste. Es sei aber auch auf die Anthologien von Raddatz und Schmitt hingewiesen. Einen vorläufigen Endpunkt setzt die bisher strikteste marxistische und zu negativen Ergebnissen für Lukács kommende Arbeit von Gallas.“

## Veröffentlichungen (Auswahl)

### Monografien
- Die Linkskurve (1929-32). Ausarbeitung einer proletarisch-revolutionären Literaturtheorie in Deutschland. Dissertation FU Berlin 1969. Ladewig, Berlin 1969.
- Marxistische Literaturtheorie. Kontroversen im Bund proletarisch-revolutionärer Schriftsteller. (= Sammlung Luchterhand, Band 19, und collection alternative, Band 1, herausgegeben von Hildegard Brenner). Hermann Luchterhand Verlag, Neuwied und Berlin 1971, 3. Auflage 1974, ISBN 3-472-61019-0, Übersetzungen in Spanisch 1973, Italienisch 1974, Serbokroatisch 1977.
  - 4. Auflage: Marxistische Literaturtheorie. Kontroversen im Bund proletarisch-revolutionärer Schriftsteller. Verlag Roter Stern, Frankfurt am Main 1978, ISBN 3-87877-120-7.[Anmerkung 3]
- Das Textbegehren des Michael Kohlhaas. Die Sprache des Unbewußten und der Sinn der Literatur. (= Das neue Buch, Band 162). Rowohlt, Reinbek bei Hamburg 1981, ISBN 3-499-25162-0, Rezension PDF.[7]
- Zusammen mit Magdalene Heuser: Untersuchungen zum Roman von Frauen um 1800. (= Untersuchungen zur deutschen Literaturgeschichte, Band 55). Max Niemeyer Verlag, Tübingen 1990, ISBN 3-484-32055-9.
- Zusammen mit Anita Runge: Romane und Erzählungen deutscher Schriftstellerinnen um 1800. Eine Bibliographie mit Standortnachweisen. J. B. Metzler, Stuttgart / Weimar 1993, ISBN 3-476-00900-9.
- Kleist. Gesetz, Begehren und Sexualität. Zwischen symbolischer und imaginärer Identifikation. Stroemfeld Verlag, Frankfurt am Main / Basel 2005, ISBN 3-86109-177-1, Rezension.[8]

### Herausgeberschaften
- Strukturalismus als interpretatives Verfahren. (= Sammlung Luchterhand, Band 35, und collection alternative, Band 2, herausgegeben von Hildegard Brenner). Hermann Luchterhand Verlag, Darmstadt / Neuwied 1972.

### Aufsätze
- Zusammen mit Helmut Lethen: Arbeiterdichtung – Proletarische Literatur. Eine historische Skizze. In: alternative. 9. Jg. 1966, Heft 51, S. 156–161.
- Zur Brecht-Lukács-Kontroverse. Bemerkungen zum Beitrag Anders/Klobusicky und zu Lukács' Wangenheim-Kritik. In: alternative. 15. Jg. 1972, Heft 84/85, S. 121–123.
- Proletarische Literatur und bürgerliche Rezipienten. Bericht über einen Einführungskurs in das Studium der Neueren Deutschen Literaturwissenschaft anhand von Willi Bredels Roman „Maschinenfabrik N.&K.“ (1973). In: alternative. 16. Jg. 1973, Heft 90, S. 138–147.
- Beiträge zum Strukturalismus in der Literaturwissenschaft. Kleists Penthesilea und Lacans vier Diskurse. In: Kontroversen, alte und neue. Akten des VII. Internationalen Germanistenkongresses. Göttingen 1985. Niemeyer, Tübingen 1986, ISBN 3-484-10524-0.
- Der Blick aus der Ferne. Die mythische Ordnung der Welt und der Strukturalismus. In: Macht des Mythos – Ohnmacht der Vernunft? Fischer Taschenbuch Verlag, Frankfurt am Main 1989, ISBN 3-596-26643-2, S. 267–288.
- Antikenrezeption bei Goethe und Kleist: Penthesilea – eine Anti-Iphigenie?. In: Thomas Metscher (Hrsg.): Kulturelles Erbe zwischen Tradition und Avantgarde. Böhlau Verlag, Köln, Weimar, Wien 1991, ISBN 3-412-06590-0.
- Sexualität und Begehren in E. Jelineks Roman Lust. In: Freiburger literaturpsychologische Gespräche. Königshausen & Neumann, Würzburg 1996, ISBN 3-88479-243-1.
- Begehren und Sexualität im Werk Heinrich von Kleists. In: Erotik und Sexualität im Werk Heinrich von Kleists. Heilbronner Kleist-Kolloquien II. Hrsg. von Günther Emig. Kleist-Archiv Sembdner, Heilbronn 2000, ISBN 3-931060-48-9, S. 232–238.
- Der Beitrag der strukturalen Psychoanalyse (Lacan) zur Literaturwissenschaft. In: Theorie Studies? Konturen komparatistischer Theoriebildung zu Beginn des 21. Jahrhunderts, hrsg. von Beate Burtscher-Bechter und Martin Sexl. Studienverlag, Innsbruck 2001, ISBN 3-7065-1692-6, S. 49–56.
- Suchfigur Ulrike Meinhof in Elfriede Jelineks „Ulrike Maria Stuart“. In: Ulrike Maria Stuart, hrsg. von Ortrud Gutjahr. Königshausen & Neumann, Würzburg 2007, ISBN 3-8260-3619-0, S. 97–105.
- Auf Umwegen zur Psychoanalyse. In: Wolfram Mauser, Carl Pietzcker (Hrsg.): Literatur und Psychoanalyse. Erinnerungen als Bausteine einer Wissenschaftsgeschichte. Königshausen & Neumann, Würzburg 2008, ISBN 978-3-8260-3787-0, S. 191–208.